# FK Kralupy 1901
FK Kralupy 1901, z.s. je amatérský fotbalový klub z Kralup nad Vltavou, v současné době hrající 1.A třídu Středočeského kraje (6. nejvyšší soutěž). Klub byl založen, jak název napovídá, v roce 1901. Díky tomu se řadí mezi nejstarší fotbalové kluby v České republice.

## Historické názvy
- 1943 – SK Kralupy nad Vltavou (Sportovní klub Kralupy nad Vltavou)
- 1950 – ZSJ Železničáři Kralupy nad Vltavou (Základní sportovní jednotka Železničáři Kralupy nad Vltavou)
- 1951 – ZSJ ČSD Kralupy nad Vltavou (Základní sportovní jednotka Československé státní dráhy Kralupy nad Vltavou)
- 1953 – DSO Lokomotiva Kralupy nad Vltavou (Dobrovolná sportovní organizace Lokomotiva Kralupy nad Vltavou)
- 1958 – TJ Lokomotiva Kralupy nad Vltavou (Tělovýchovná jednota Lokomotiva Kralupy nad Vltavou)
- 1971 – TJ Kaučuk Kralupy nad Vltavou (Tělovýchovná jednota Kaučuk Kralupy nad Vltavou)
- 1992 – FK Kaučuk Kralupy nad Vltavou (Fotbalový klub Kaučuk Kralupy nad Vltavou)
- 2011 – FK Kralupy 1901 (Fotbalový klub Kralupy 1901)

## Historie
Klub vznikl v roce 1901 jako SK Kralupy nad Vltavou. Podnět k aktu založení fotbalového klubu dal tehdy lékárník Josef Polák. Kralupská mládež však poznala kouzlo kulatého míče již dříve, protože fotbal, i když bez organizovaného vedení, se hrával v Kralupech nad Vltavou již od roku 1889 na dětském hřišti za bývalou dívčí školou. Záznamy o prvním sportovním kroužku v Kralupech nad Vltavou jsou zachyceny již koncem roku 1895, kdy se proháněla "meruna" na provizorním hřišti za tehdejšími uhelnými sklady, bylo to v blízkosti starého přívozu přes řeku Vltavu. Mnozí z těchto nadšenců a vlastně i průkopníků kralupské kopané se stali potom členy nově založeného SK Kralupy. První zápas SK Kralupy byl sehrán v Tursku a pak neděli co neděli následovala střetnutí doma i v okolí...

## Úspěchy
Největším úspěchem kralupského fotbalu bylo působení ve třetí lize v letech 1971–1977 a v ČFL v sezónách 1997/98 a 1998/99. Jinak klub působil pouze v krajských soutěžích či v divizi. V současnosti působí po finančních problémech po roce 2000 pouze v druhé nejvyšší krajské soutěži Středočeského kraje.

## Mládež
V současnosti je klub zastoupen početnou mládežnickou členskou základnou (k 1. 1. 2023 počet činil cca 150 členů) a najdeme zde družstva všech mládežnických kategorií. Konkrétně tedy kategorii předpřípravky (U7), mladší přípravky (U9), starší přípravky (U11), mladších žáků (U13), starších žáků (U15) a kategorii dorostu (U19).
Všechna družstva hrají okresní či krajské soutěže.

## FK Kralupy 1901 „A“
Dospělý tým A mužstva se snažil o postup do vyšších pater. Postup několikrát zhatila pandemie covidu-19. Až v sezóně 2021-22 zvítězil ve své skupině 1.B třídy Středočeského kraje a postoupil tak do 1.A třídy.

### Umístění v jednotlivých sezonách
Stručný přehled
- 2004–2006: I. B třída Středočeského kraje – sk. A
- 2006–2007: I. B třída Středočeského kraje – sk. B
- 2007–2008: I. B třída Středočeského kraje – sk. A
- 2008–2011: Okresní soutěž Mělnicka – sk. B
- 2011–2013: Okresní přebor Mělnicka
- 2013–2014: Okresní soutěž Mělnicka – sk. B
- 2014–2019: Okresní přebor Mělnicka
- 2019–2022: Okresní soutěž Mělnicka – sk. B
- 2022–: I. A třída Středočeského kraje – sk. A

Jednotlivé ročníky
Legenda: Z - zápasy, V - výhry, R - remízy, P - porážky, VG - vstřelené góly, OG - obdržené góly, +/- - rozdíl skóre, B - body, červené podbarvení - sestup, zelené podbarvení - postup, fialové podbarvení - reorganizace, změna skupiny či soutěže
| Česko (2004– ) |                                        |        |    |    |   |    |     |    |     |    |        |
| Sezóny         | Liga                                   | Úroveň | Z  | V  | R | P  | VG  | OG | +/- | B  | Pozice |
| 2004/05        | I. B třída Středočeského kraje – sk. A | 7      | 26 | 8  | 5 | 13 | 39  | 57 | -18 | 29 | 11.    |
| 2005/06        | I. B třída Středočeského kraje – sk. A | 7      | 26 | 15 | 3 | 8  | 58  | 49 | +9  | 48 | 3.     |
| 2006/07        | I. B třída Středočeského kraje – sk. B | 7      | 26 | 13 | 3 | 10 | 49  | 42 | +7  | 42 | 4.     |
| 2007/08        | I. B třída Středočeského kraje – sk. A | 7      | 26 | 14 | 4 | 8  | 65  | 41 | +24 | 46 | 4.     |
| 2008/09        | Okresní soutěž Mělnicka – sk. B        | 9      | 26 | 13 | 6 | 7  | 69  | 49 | +20 | 45 | 4.     |
| 2009/10        | Okresní soutěž Mělnicka – sk. B        | 9      | 26 | 17 | 1 | 8  | 94  | 46 | +48 | 52 | 3.     |
| 2010/11        | Okresní soutěž Mělnicka – sk. B        | 9      | 26 | 20 | 5 | 1  | 102 | 28 | +74 | 65 | 1.     |
| 2011/12        | Okresní přebor Mělnicka                | 8      | 26 | 20 | 1 | 5  | 100 | 31 | +69 | 61 | 2.     |
| 2012/13        | Okresní přebor Mělnicka                | 8      | 26 | 20 | 1 | 5  | 81  | 33 | +48 | 61 | 1.     |
| 2013/14        | I. B třída Středočeského kraje – sk. B | 7      | 26 | 3  | 1 | 22 | 24  | 84 | -60 | 10 | 14.    |
| 2014/15        | Okresní přebor Mělnicka                | 8      | 30 | 9  | 8 | 13 | 65  | 64 | +1  | 40 | 9.     |
| 2015/16        | Okresní přebor Mělnicka                | 8      | 30 | 8  | 2 | 20 | 35  | 87 | -52 | 28 | 15.    |
| 2016/17        | Okresní soutěž Mělnicka                | 9      | 26 | 11 | 3 | 12 | 65  | 55 | +10 | 37 | 8.     |
| 2017/18        | Okresní soutěž Mělnicka                | 9      | 26 | 20 | 3 | 3  | 116 | 25 | +91 | 65 | 1.     |
| 2018/19        | Okresní přebor Mělnicka                | 8      | 26 | 21 | 2 | 3  | 113 | 37 | +76 | 67 | 1.     |
| 2019/20        | I. B třída Středočeského kraje – sk. B | 7      | 13 | 8  | 2 | 3  | 42  | 25 | +17 | 28 | 2.     |
| 2020/21        | I. B třída Středočeského kraje – sk. B | 7      | 8  | 6  | 0 | 2  | 34  | 15 | +19 | 18 | 1.     |
| 2021/22        | I. B třída Středočeského kraje – sk. B | 7      | 26 | 23 | 2 | 1  | 90  | 29 | +61 | 71 | 1.     |
| 2022/23        | I. A třída Středočeského kraje – sk. A | 6      | 30 | 12 | 5 | 13 | 40  | 57 | -17 | 41 | 8.     |
| 2023/24        | I. A třída Středočeského kraje – sk. A | 6      | 30 | 13 | 5 | 12 | 57  | 48 | +9  | 4  | 8.     |
| 2024/25        | I. A třída Středočeského kraje – sk. A | 6      | 30 | 19 | 3 | 8  | 67  | 35 | +32 | 60 | 4.     |

Poznámky:
- 2019/20: Sezona nedohrána kvůli pandemii covidu-19.
- 2020/21: Sezona nedohrána kvůli pandemii covidu-19.

## FK Kralupy 1901 „B“
FK Kralupy 1901 „B“ je rezervním týmem FK Kralupy 1901, hraje Okresní přebor Mělnicka (8. nejvyšší soutěž). 
Stručný přehled
- 2012–2013: Základní třída Mělnicka – sk. B
- 2013–2014: Okresní soutěž Mělnicka – sk. B
- 2014–2017: Základní třída Mělnicka – sk. B
- 2017–2019: Základní třída Mělnicka – sk. C
- 2019–2022: Základní třída Mělnicka – sk. B
- 2022–2023: Okresní soutěž Mělnicka
- 2023–2025: Okresní soutěž Mělnicka – sk. B
- 2025–: Okresní přebor Mělnicka

Jednotlivé ročníky
Legenda: Z - zápasy, V - výhry, R - remízy, P - porážky, VG - vstřelené góly, OG - obdržené góly, +/- - rozdíl skóre, B - body, červené podbarvení - sestup, zelené podbarvení - postup, fialové podbarvení - reorganizace, změna skupiny či soutěže
| Česko (2013– ) |                                 |        |    |    |   |    |     |    |      |    |        |
| Sezóny         | Liga                            | Úroveň | Z  | V  | R | P  | VG  | OG | +/-  | B  | Pozice |
| 2012/13        | Základní třída Mělnicka – sk. B | 10     | 16 | 9  | 3 | 4  | 50  | 23 | +27  | 30 | 1.     |
| 2013/14        | Okresní soutěž Mělnicka – sk. B | 9      | 26 | 4  | 8 | 14 | 42  | 81 | -39  | 21 | 11.    |
| 2014/15        | Základní třída Mělnicka – sk. B | 10     | 24 | 14 | 2 | 8  | 81  | 46 | +35  | 46 | 5.     |
| 2015/16        | Základní třída Mělnicka – sk. B | 10     | 22 | 10 | 5 | 7  | 64  | 53 | +11  | 38 | 4.     |
| 2016/17        | Základní třída Mělnicka – sk. B | 10     | 24 | 10 | 2 | 12 | 76  | 83 | -7   | 32 | 8.     |
| 2017/18        | Základní třída Mělnicka – sk. C | 10     | 18 | 11 | 3 | 4  | 62  | 31 | +31  | 37 | 3.     |
| 2018/19        | Základní třída Mělnicka – sk. C | 10     | 18 | 12 | 3 | 3  | 73  | 29 | +44  | 41 | 2.     |
| 2019/20        | Základní třída Mělnicka – sk. B | 10     | 14 | 10 | 0 | 4  | 68  | 30 | +38  | 30 | 3.     |
| 2020/21        | Základní třída Mělnicka – sk. B | 10     | 7  | 6  | 1 | 0  | 39  | 5  | +34  | 20 | 2.     |
| 2021/22        | Základní třída Mělnicka – sk. B | 10     | 26 | 25 | 0 | 1  | 158 | 22 | +136 | 75 | 1.     |
| 2022/23        | Okresní soutěž Mělnicka         | 9      | 26 | 17 | 1 | 8  | 75  | 44 | +31  | 52 | 4.     |
| 2023/24        | Okresní soutěž Mělnicka – sk. B | 9      | 22 | 12 | 2 | 8  | 62  | 35 | +27  | 38 | 5.     |
| 2024/25        | Okresní soutěž Mělnicka – sk. B | 9      | 20 | 17 | 1 | 2  | 99  | 20 | +79  | 52 | 1.     |

Poznámky:
- 2019/20: Sezona nedohrána kvůli pandemii covidu-19.
- 2020/21: Sezona nedohrána kvůli pandemii covidu-19.